# Pero hanebaria
Pero hanebaria là một loài bướm đêm trong họ Geometridae.